# Scalmicauda afra
Scalmicauda afra är en fjärilsart som beskrevs av Sergius G. Kiriakoff 1968. Scalmicauda afra ingår i släktet Scalmicauda och familjen tandspinnare. Inga underarter finns listade.